# Raionul Popilnea, Jîtomîr
Popilnea (în ucraineană Попільнянський район, transliterat: Popilneanskîi raion) este un raion în regiunea Jîtomîr, Ucraina. Reședința sa este așezarea de tip urban Popilnea.

## Demografie
Componența lingvistică a raionului Popilnea
     Ucraineană (97,33%)
     Rusă (2,08%)
     Alte limbi (0,34%)
Conform recensământului din 2001, majoritatea populației raionului Popilnea era vorbitoare de ucraineană (97,33%), existând în minoritate și vorbitori de rusă (2,08%).